# Cybister owas
Cybister owas är en skalbaggsart som beskrevs av François Louis Nompar de Caumont de Laporte 1835. Cybister owas ingår i släktet Cybister och familjen dykare. Inga underarter finns listade i Catalogue of Life.